# Leksakskriget
Leksakskriget (Toys of Doom i original), brittiska tecknad äventyrsserie som gick som följetong i brittiska Buster mellan åren 1965 och 1968. Serien handlade om ett engelskt syskonpar (syster och bror), Sandy och Joe Douglas, som under en sommarvistelse hos sin faster kommer den mystiske Leksaksmannen (The Toymaker) på spåren. Leksaksmannen har med sina geniala minirobotar byggt om tusentals oskyldiga leksaker över hela England till livsfarliga vapen och på ett givet kommando från sin herre reser de sig och förklarar krig mot mänskligheten. Leksaksmannens mål är att erövra London och göra sig själv till herre över hela det brittiska imperiet. Polisen och armén står maktlösa, men tack vare syskonen Douglas rådiga ingripande kan Leksaksmannen stoppas.
Serien publicerades ursprungligen under titeln "Toys of Doom" i Buster 1965–1968, repriserades som "Threat of the Toymaker" i Smash 1970, och slutligen som "The Terror Toys" i Jackpot några år senare. I vissa reprisavsnitt ändrades barnens namn till Tim och Sue Blake, medan Leksaksmannens eget namn varierade från The Toymaker via the Terror Toymaker till Doctor Droll.
Serien fick även en uppföljare i en nyversion av "Toys of Doom", publicerad i tidningen Eagle 1989, då Nick Jardine, ett barnbarnsbarn till Leksaksmannen, på nytt försökte förverkliga sin skurkaktige förfaders plan.
Leksakskriget gick på svenska i Serie-Nytt 1971 och repriserades i SM Special kring 1985. Här kallades syskonen för Sam och Gill Douglas. Några år senare gick serien även i svenska Barracuda, som dessutom publicerade den moderna uppföljaren från 1989 under samma titel.